# 陳公博 (足球運動員)
陳公博（Chan Kung Pok），生於香港，香港設計師暨業餘足球員，司職前鋒及進攻中場，目前效力於聖約瑟；香港理工大學設計學院畢業生，現職李寧有限公司設計師。

## 足球生涯
陳公博曾經入選香港青年隊，並隨隊參加亞洲少年足球錦標賽外圍賽。
於1999年至2002年，陳公博效力於南華預備組，後因追求學業而放棄職業足球生涯，並以業餘身份轉投丙組聯賽球隊國強，協助球隊晉升至乙組聯賽。其後陳公博先後效力福建及淦源等多支低組別球會，於乙組聯賽一直維持極高入球效率。
2008–09年香港乙組足球聯賽，陳公博獲「升班馬」沙田名譽領隊林大輝邀請加盟，該季陳公博被安排穿著10號球衣，於成功協助球隊晉升至甲組聯賽後離隊。

## 設計生涯
中國國家射擊隊與阿根廷國家籃球隊參與2008年夏季奧林匹克運動會的團隊制服均是由陳公博設計。

## 外部連結
- HKFA （页面存档备份，存于）